# Dubeninki
Dubeninki (niem. Dubeningken, 1938–1945 Dubeningen) – wieś w Polsce położona w województwie warmińsko-mazurskim, w powiecie gołdapskim. Miejscowość jest siedzibą gminy Dubeninki i leży na terenie tej gminy.

## Historia
Wieś została założona w 1615 roku przez Krzysztofa Gordeckiego i pierwotnie nosiła nazwę Gordejki. Parafia powstała w 1620 roku, kościół odbudowywano w latach 1863 i 1743. W 1657 roku miejscowość została spalona przez Tatarów hetmana Gosiewskiego. We wsi przeważała ludność polska i litewska aż do początków XX wieku, kazania były wygłaszane po polsku co dwa tygodnie i po litewsku pięć razy w roku. Neogotycki kościół zbudowano w miejscu poprzedniego w 1822 roku, a w 1879 roku przebudowano go.
Podczas akcji germanizacyjnej nazw miejscowych i fizjograficznych historyczna nazwa niemiecka Dubeningken została w lipcu 1938 roku zastąpiona przez ówczesną administrację formą Dubeningen.
Na wzgórzu na skraju wsi, wśród starych drzew, znajduje się cmentarz wojenny z mogiłami 42 żołnierzy niemieckich i 113 rosyjskich, poległych w listopadzie 1914 roku. Cmentarz odnowiono w latach 1992–1994.
W miejscowości działało Państwowe Gospodarstwo Rolne Dubeninki. Stacjonowała też strażnica WOP.
W latach 1954–1972 wieś należała i była siedzibą gromady Dubeninki. W latach 1975–1998 miejscowość administracyjnie należała do województwa suwalskiego.